# 九龍巴士HK1線 (第一代)
九龍巴士HK1線是香港的一條巴士路線，於2008年夏季奧林匹克運動會馬術比賽期間行駛，往來大學鐵路站及香港奧運馬術比賽場地（沙田）。

## 歷史及簡介
為方便市民及遊客到香港觀賞2008年夏季奧林匹克運動會馬術比賽及2008年夏季殘奧會馬術比賽，以及方便市民到達香港奧運馬術比賽場地（沙田）參與有關團體之活動，九龍巴士特此開辦HK1線。本線首班車於2008年7月20日16:30分別於大學鐵路站及香港奧運馬術比賽場地（沙田）開出。

## 服務時間

### 大學鐵路站開
- 1630-1915
  - 每3-8分鐘一班

### 香港奧運馬術比賽場地（沙田）開
- 1630-1930
  - 每3-8分鐘一班

## 收費
- 全程：$6.3
  - 2008年7月12日之所有班次，凡持有青少年暑期活動入場券的乘客，當日可免費乘搭該線。
  - 乘客如持有當日有效的奧運馬術比賽門票，可免費乘搭該線。